# 汪文淵 (嘉靖進士)
汪文淵（1504年—？），字養靜，號赤涯、又号赤崖，湖廣黃州府黃岡縣人，軍籍，明朝政治人物。

## 生平
嘉靖四年（1525年）乙酉科湖廣鄉試第三十七名舉人。嘉靖八年（1529年）中式己丑科會試第二百八十九名，登第二甲第四十二名進士。改翰林院庶吉士，授户部主事，歷升郎中，官浙江金華府知府。

## 家族
曾祖汪榮海；祖父汪洪，曾任縣主簿；父汪倬，母程氏。重庆下。兄文質。弟文相。